# Воскресенская, Зоя Ивановна
Зо́я Ива́новна Воскресе́нская (по мужу — Ры́бкина; 15 [28] апреля 1907, Узловая, Богородицкий уезд, Тульская губерния, Российская империя — 8 января 1992, Москва, Россия) — советская разведчица и детская писательница. Лауреат Государственной премии СССР (1968). Полковник МВД. Почётная гражданка Тульской области.

## Биография
Зоя Воскресенская родилась 15 (28) апреля 1907 года в семье помощника начальника железнодорожной станции Узловая (ныне — Тульской области), а согласно другим источникам, — в Алексине.
В 14 лет стала библиотекарем 42-го батальона ВЧК Смоленской губернии, в 1923 году — политруком в колонии для малолетних правонарушителей, в 1928 году — перешла на работу в Заднепровский райком РКП(б) Смоленска.
В 1928 году будущая разведчица переезжает в Москву и с августа 1929 года начинает работать в Иностранном отделе ОГПУ — во внешней разведке. Член ВКП(б) с 1929 года.
Первая поездка Воскресенской на разведывательную работу — в Харбин, где числилась секретарём синдиката «Союзнефть». В течение двух лет она успешно выполняла ответственные разведзадания во время острейшей борьбы на КВЖД.
С 1932 года возглавляла Иностранный отдел постоянного представительства ОГПУ в Ленинграде.
Позже Зоя Ивановна была на разведывательной работе в Латвии, Германии и Австрии.
С 1935 по 1939 год — заместитель резидента разведки НКВД в Финляндии. Официально выполняла обязанности руководителя представительства «Интуриста» в Хельсинки. В 1936 году в Финляндию резидентом под прикрытием должности консула (позже — второй секретарь полпредства) приехал Б. А. Рыбкин («Ярцев», «Кин»). Первоначально у резидента и его заместителя деловые отношения не складывались. «Мы спорили по каждому поводу! — вспоминала Зоя Ивановна. — Я решила, что не сработаемся, и просила Центр отозвать меня». В ответ было приказано помочь новому резиденту войти в курс дела, а потом вернуться к этому вопросу. Впрочем, возвращаться не потребовалось. «Через полгода мы запросили Центр о разрешении пожениться…»
В дальнейшем Воскресенская-Рыбкина взаимодействовала с П. А. Судоплатовым, будущим генерал-лейтенантом разведки, начальником спецуправления НКВД.
В Москву Воскресенская-Рыбкина вернулась перед самой войной с Финляндией и занялась аналитической работой под руководством П. М. Фитина. Стала одним из основных аналитиков разведки. К ней стекались важные сведения, в том числе от представителей известной «Красной капеллы» — таких, как «Старшина» (Харро Шульце-Бойзен) и «Корсиканец» (Арвид Харнак). С осени 1940 года участвовала в опросах, а после начала Великой Отечественной войны — и подготовке к заброске в нейтральные страны А. С. Нелидова.
В начале Великой Отечественной войны разведчица занималась подбором, организацией, обучением и переброской за линию фронта разведывательно-диверсионных групп. С конца 1941 года по март 1944 года Зоя Ивановна находилась в Швеции в качестве пресс-секретаря советского посольства вместе с мужем, работавшим советником посольства и резидентом. Послом в Швеции была тогда А. М. Коллонтай, работавшая с ней в тесном сотрудничестве. Обе, каждая по своей линии, содействовали тому, что 20 сентября 1944 года Финляндия порвала союз с нацистской Германией и подписала перемирие с Советским Союзом.

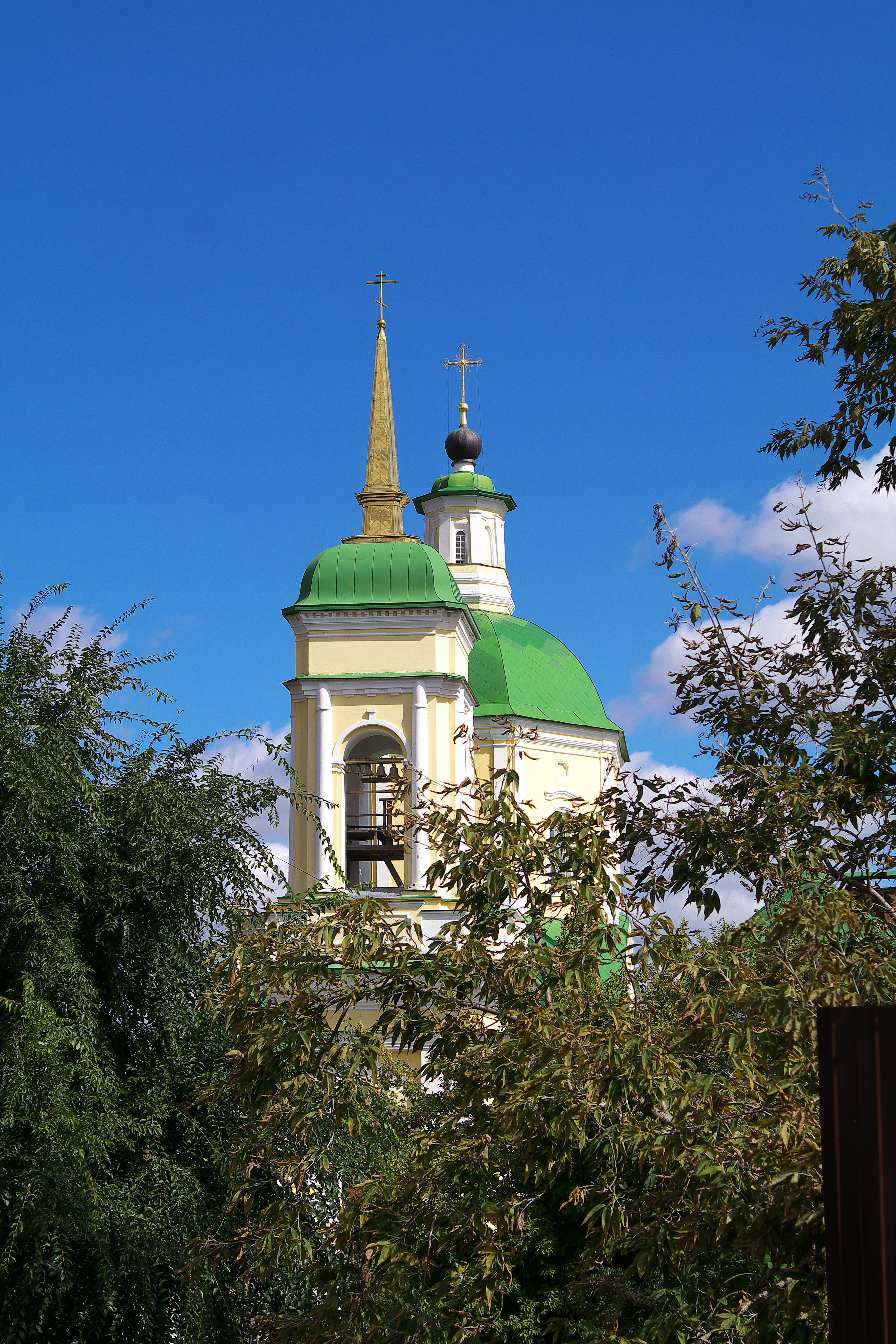
Памятная доска у входа в детскую библиотеку имени Зои Воскресенской в городе Узловая Тульской области

Резидентурой было организовано наблюдение за германским воинским транзитом через Швецию, фиксировался характер грузов, транспортируемых морским путём между Швецией и Германией. На севере Швеции, в пограничной полосе с Финляндией, агентурная группа регистрировала переброску в Финляндию немецкой военной техники и воинских частей. В южных портах Швеции другая агентурная группа наблюдала за взаимными германо-шведскими поставками.
После своего возвращения в Москву Воскресенская-Рыбкина занималась аналитической работой в центральном аппарате разведки, дослужилась до начальника немецкого отдела, выезжала в командировку в Берлин с оперативным заданием. 27 ноября 1947 года муж Воскресенской-Рыбкиной полковник Б. А. Рыбкин погиб в автокатастрофе под Прагой при исполнении служебных обязанностей. В 1953 году, после ареста П. А. Судоплатова, выступила в его защиту. В 1953 году была уволена из разведки и, по её настоятельной просьбе оставить в органах госбезопасности до достижения пенсионного возраста, в 1955 году направлена в Воркутлаг (один из лагерей ГУЛАГа) начальником спецчасти, где прослужила около двух лет.
В 1956 году Зоя Ивановна вышла на пенсию в звании полковника МВД и занялась литературной деятельностью. В 1965 году была принята в члены союза писателей СССР. Только за период с 1962 по 1980 годы её книги были опубликованы тиражом в 21 млн 642 тыс. экземпляров. Значительную часть её прозы составляет детская литература, в том числе книги о детских и юношеских годах В. И. Ленина. Как детская писательница она была наиболее известна советским читателям. Зарекомендовала себя в литературе как писатель острой политической направленности и художник, поднимающий нравственные проблемы. Её книги воспитывают интерес к истории, её героическим и трагическим страницам, к образам реальных исторических деятелей.
Среди её героев — деятели международного коммунистического движения. Повесть «Консул» (1981) посвящена судьбе финского коммуниста Тойво Антикайнена, рассказ «Бабушка Параскева» (1983) — памяти генерального секретаря Коминтерна Г. М. Димитрова.
Уже будучи тяжело больной, Воскресенская-Рыбкина узнала, что её «рассекретили». Поскольку многое за давностью лет перестало быть секретным, она решила рассказать о некоторых эпизодах своей жизни, взяв отрезок времени, непосредственно предшествующий Великой Отечественной войне, а также охватив отдельные стороны своей работы в военные годы. Выпустила книгу «Теперь я могу сказать правду: Из воспоминаний разведчицы» (в издательстве «Олма-пресс» мемуары вышли в декабре 1992 года).
Умерла разведчица 8 января 1992 года. Похоронена в Москве на Новодевичьем кладбище.
Своим «крёстным отцом» в разведке З. Воскресенская называла Ивана Чичаева.

### Семья
- Братья — Николай (1910 — ?) и Евгений (1913 — ?).
- Первый муж (1927—1929) — Владимир Казутин, комсомольский и партийный активист (в 1929 году супруги развелись);
  - Сын — Владимир Владимирович Казутин (1928—1979).
- Второй муж — Борис Аркадьевич Рыбкин (1899—1947), советский разведчик и дипломат;
  - Сын — Алексей Борисович Рыбкин (1944—2009).

## Произведения
- Сквозь ледяную мглу. — 1962.
- Зойка и её дядюшка Санька. — М.: Детгиз, 1962.
- Встреча. — М.: Детгиз, 1963.
- Сердце матери. — М.: Детская литература, 1965.
- Антошка. — М.: Детская литература, 1966.
- Утро. — М.: Детская литература, 1967.
- Секрет: рассказы о семье Ульяновых. — М.: Детская литература, 1967; 1969; 1970; 1972; 1977; 1984.
- Девочка в бурном море. — М.: Детская литература, 1969.
- Дорогое имя. — М.: Детская литература, 1970.
- Пароль — «Надежда». — М.: Детская литература, 1972.
- Рот Фронт. — 1973.
- Папина вишня. — 1973.
- Собрание сочинений: В 3-х т. — М.: Детская литература, 1974—1975. — 300 000 экз.
- Слово о Великом Законе. — М.: Детская литература, 1977;; 1978; 1980.
- Надежда. — М.: Детская литература, 1979; 1984.
- Ленивое солнце. — М.: Детская литература, 1979.
- Повести и рассказы о Ленине. — 1980.
- Папина вишня. — М.: Детская литература, 1980. — 16 с. — 2 000 000 экз.
- Консул: роман в двух книгах. — М.: Детская литература, 1981. — 600 с. — 200 000 экз.
- Бабушка Параскева. — М.: Детская литература, 1980; 1983.
- Гнездо на балконе. — М.: Детская литература, 1981.
- В этот памятный майский день. — М.: Детская литература, 1981.
- Лунная тень. — М.: Детская литература, 1983.
- Петя-пересмешник. — 1984.
- Игорёк и Сивка-бурка. — М.: Малыш, 1990.
- Теперь я могу сказать правду. — М.: Республика, 1993. — 224 с. — 35 000 экз. — ISBN 5-250-02042-9.
- Под псевдонимом «Ирина»: Записки разведчицы. — М.: Современник, 1997. — 350 с. — ISBN 5-270-01829-2.

## Фильмография
- 1965 — Сквозь ледяную мглу

### Сценарии
- 1965 — Сердце матери (совместно с И. Б. Донской)
- 1966 — Верность матери
- 1973 — Надежда

### Фильм о З. И. Воскресенской
- 2011 — Поединки. Две жизни полковника Рыбкиной (реж. Леонид Белозорович)

## Награды и премии
- Государственная премия СССР (1968) — за сценарий и литературную основу фильма «Сердце матери» (1965)
- премия Ленинского комсомола (1980) — за книгу «Надежда»
- орден Ленина (6.5.1977)
- орден Октябрьской Революции (12.08.1987)
- орден Трудового Красного Знамени
- орден Отечественной войны I степени (1985)
- два ордена Красной Звезды
- медаль «За боевые заслуги» и другие
- заслуженный работник НКВД (1940)

## Память
- В 2017 году именем Зои Воскресенской названа улица в Москве (район Беговой САО)[6][7].

Книги памяти З. И. Воскресенкой
- Воскресенская З. И., Шарапов Э. П. Тайна Зои Воскресенской. — М.: Олма-пресс, 1998. — 448 с. — 30 000 экз. — ISBN 5-87322-877-9.
- 12 марта 2019 года к 100-летию Службы внешней разведки в почтовое обращение вышла марка, посвящённая Зое Воскресенской-Рыбкиной.